# JE Schumi
JE Schumi (bürgerlich Jasmin Elisabeth Schumi; * 1984 in Österreich) ist eine österreichische bildende Künstlerin. Sie lebt und arbeitet in Wien.

## Leben und Werk
JE Schumi ist eine multidisziplinäre bildende Künstlerin, die in ihren Werken die Verbindung von bildender Kunst und Naturwissenschaften erforscht. Sie absolvierte Ausbildungen in den Bereichen Fotografie, Biochemie und Biochemische Technologie in Wien. Anschließend vertiefte sie ihre praktischen Fähigkeiten im Fachbereich Bildhauerei unter der Leitung von John Bock an der Staatlichen Akademie der Bildenden Künste Karlsruhe.
Diese interdisziplinäre Ausbildung, eine Kombination aus künstlerischen und naturwissenschaftlichen Disziplinen, bildet die Grundlage für ihre Herangehensweise an künstlerische Fragestellungen.

## Ausstellungen und Veranstaltungen (Auswahl)
- 2019 36. Österreichischer Grafikwettbewerb, Taxispalais – Kunsthalle Tirol (Gruppenausstellung)[3][4]
- 2020 JE Schumi. The Whole in Parts, Kunstraum am Schauplatz (Einzelausstellung)[5]
- 2022 1503. Mitgliederausstellung Künstlerhaus Wien (Gruppenausstellung)[6][7]

## Auszeichnungen
- 2020 Projektstipendium der Stadt Wien - Werkserie: „Organic Universe“